# Cefeusz (syn Aleosa)
Cefeusz (także Cefeusz Arkadyjczyk, Kefeus; gr. Κηφεύς Kēpheús, Κηφέας  Kēphéas, łac. Cepheus) – w mitologii greckiej król Tegei w Arkadii; jeden z Argonautów.
Uchodził za syna Aleosa i Neajry (lub Kleobule). Był bratem Auge i Likurga (Lykurgosa). Uczestniczył w wyprawie Argonautów i wyprawie przeciw synom Hippokoona wraz z Heraklesem i Ifiklesem. Przez niektórych mitografów jest uważany za syna Likurga i uczestnika łowów kalidońskich.
Herakles został zraniony w Sparcie przez synów Hippokoona, a jego przyjaciel Ojonos zabity. Powróciwszy do zdrowia heros zebrał niewielką armię, po czym przybył do Tegei, gdzie uprosił Cefeusza, by ten wybrał się wraz z nim przeciw niewdzięcznej Sparcie na czele swych dwudziestu synów. Cefeusz początkowo odmawiał, obawiając się, by pod jego nieobecność nie najechali Tegei Argejczycy. Herakles podarował jednak Ajrope (lub Sterope), córce Cefeusza, pukiel włosów Gorgony w brązowym dzbanie, który otrzymał od Ateny. Powiedział jej, że w razie napaści wystarczy, żeby pokazała z murów lok włosów, odwracając się sama do nieprzyjaciela plecami, a wróg natychmiast ucieknie. Ajrope nie miała jednak potrzeby skorzystać z daru.
Cefeusz wyruszył pod mury Sparty. Padł jednak w tej wyprawie wraz z siedemnastoma synami. Armia Heraklesa poniosła poza tym niewiele strat. Spartanie stracili natomiast Hippokoona, jego dwunastu synów wraz z licznymi innymi dostojnikami. Miasto wzięto szturmem. Opustoszały po śmierci Cefeusza i jego synów tron Tegei objął Likurg. Po śmierci Likurga królem Tegei został wnuk Cefeusza, Echemos, syn Aeroposa.
Ród ojca Cefeusza wywodził się od Arkasa, pierwszego władcy Arkadii, syna Zeusa i Kallisto.